# P糖タンパク質
P糖タンパク質（Pとうタンパクしつ、英: P-glycoprotein, P-gp, Pgp）は、分子量約18万のリン酸化タンパク質であり、細胞膜上に存在して細胞毒性を有する化合物などの細胞外排出を行う。P-gpはABC輸送体のMDR/TAPサブファミリーに属する分子であり、腸や肺、腎臓の近位尿細管、血液脳関門の毛細血管内皮細胞等に発現している。また、P-gpによる薬物の排出は薬剤耐性の形成に寄与している。P-gpはABCB1（ATP-binding Cassette Sub-family B Member 1）、あるいはMDR1（Multiple drug resistance 1）とも呼ばれる。細胞表面抗原の分類に用いられるCD分類ではP-gpはCD243と番号が振られている。なお、名称頭文字の"P"はその薬剤透過性を変化させる働きから"Permeability（透過性）"に基づいてつけられた。

## 概要
1976年に、多剤耐性関与たんぱく質としてがん細胞から分離された。その後、消化管上皮細胞の管腔側膜に局在することが確認され、血液脳関門、血液精巣関門、血液胎盤関門にも存在したことから、生体異物への暴露への防御機能を担う重要なたんぱく質との認識がなされるようになった。ヒトP糖タンパク質の遺伝子MDR1/ABCB1は、1986年に単離され、様々な構造の抗癌剤を細胞外へ排出することが明らかになった。その後薬物により誘導されるストレスたんぱく質であることが、抗がん剤やリファンピシンやアスピリンなどに誘導されることから、明らかになった。。

## 機能

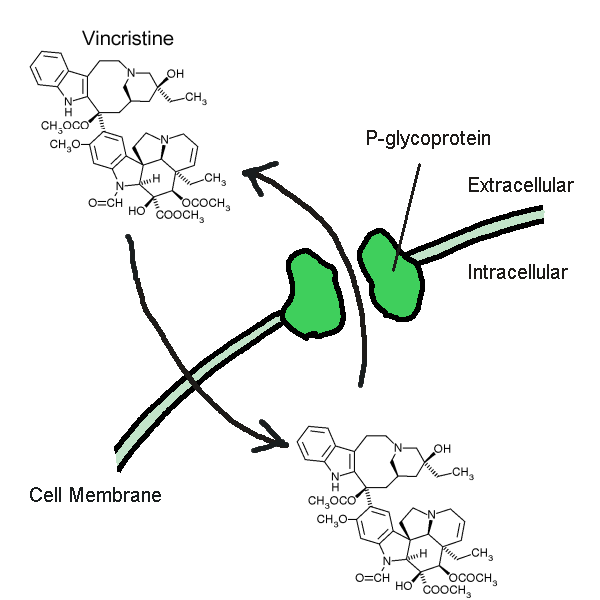
P-gpは細胞膜上にあり、抗がん剤の細胞外排出などに寄与する。

P-gpはMDR1/ABCB1遺伝子産物であり、アデノシン三リン酸（ATP）のエネルギー依存的に疎水性化合物の細胞外排出を行う輸送体タンパク質である。P-gpをコードする遺伝子は7q21に位置し、28個のエキソンから構成される。腫瘍細胞は薬物に曝される事によりP-gpの発現が亢進し、薬剤耐性となる。また、悪性腫瘍細胞でなくともP-gpを発現している細胞もあり、薬物の排出に寄与している。

## 構造
P-gpは12回膜貫通型の糖タンパク質であり、1280個のアミノ酸から構成される。アミノ基側末端及びカルボキシル基側末端は共に細胞内に存在しており、12個ある膜貫通ドメインのうち6つ目と7つ目の間及びカルボキシル基末端にATP結合ドメインを保有している。

## 基質
P糖タンパク質により排出される物質には以下のようなものがある。
- 各種抗ガン剤
- コルヒチンやタクロリムスなどの薬剤
- 脂質
- ペプチド
- ステロイド
- ビリルビン
- 強心配糖体（ジゴキシン）
- 抗不整脈薬（キニジン、ベラパミル）
- 免疫抑制剤
- 抗HIV薬

## 阻害剤
P-gpの阻害剤であるゾスキダルなどは、薬剤耐性を克服し抗がん剤の効果を高める薬剤として治験が行われている。